# بيلي سلاتر
بيلي سلاتر (بالإنجليزية: Billy Slater)‏ (1 يناير 1858 - ) هو لاعب كرة قدم بريطاني (وحمل سابقاً جنسية المملكة المتحدة لبريطانيا العظمى وأيرلندا) في مركز الهجوم. لعب مع برمنغهام سيتي.